# Columbia (New Hampshire)
Pour les articles homonymes, voir Columbia.
Columbia est une municipalité américaine située dans le comté de Coös au New Hampshire. Selon le recensement de 2010, sa population est de 757 habitants.

## Géographie
La municipalité s'étend sur 60,60 milles carrés (156,95 km2), dont 0,33 milles carrés (0,85 km2) d'étendues d'eau.

## Histoire
La localité est fondée en 1762 sous le nom de Preston, en l'honneur de Richard Graham, 1er vicomte Preston. Elle est renommée Cockburntown, pour James Cockburn, en 1770. Elle devient une municipalité en 1797 et adopte son nom actuel en 1811, en référence à l'allégorie américaine.